# Кемпт, Джеймс
Джеймс Кемпт (англ. James Kempt; 1765—1854) — английский военачальник, полный генерал.
Находился на британской военной службе в Нидерландах, Египте, Италии, Британской Северной Америке. Был участником наполеоновских войн — участвовал в битве при Ватерлоо. Впоследствии стал генерал-губернатором Канады.

## Биография
Родился в 1765 году в Эдинбурге, Шотландия.
Принимал участие в военных действиях в Индии в 1783 году.
В 1799 году он сопровождал сэра Ральфа Эберкромби в Нидерланды и впоследствии в Египет.
С 1807 по 1811 годы находился на военной службе в Северной Америке. В 1811 году присоединился к войскам Артура Веллингтона в Испании. В 1812 году в составе войск Томаса Пиктона принимал участие в сражении у Бадахоса и был тяжело ранен.
С 1828 по 1830 годы Кемпт был губернатором Британской Северной Америки.
Умер 20 декабря 1854 года в Лондоне, собственной семьи не было.

## Награды
- Награждён российским орденом Св. Георгия 3-й степени (№ 385, 6 августа 1815 года) и голландским орденом Вильгельма.
- Кавалер ордена Бани, также был награждён другими орденами Британской империи.

## Память
- На острове Джерси была построена в 1834 году башня, названная в честь сэра Джеймса Кемпта.[2]